# Robert Eriksson (musiker)
Matz Robert "Robban" Eriksson, född 7 mars 1972, är en svensk musiker. Han spelar trummor i rockgruppen The Hellacopters. 
Han föddes i Eskilstuna, och flyttade till Edsbyn när han var fyra år. När han var 13 fick han sitt första trumset. Han började då lyssna på sina föräldrar Elvis Presley-skivor. Hans moster arbetade på skivbolaget EMI, så han fick skivor därifrån. Utöver Elvis lyssnade han på bland annat Beatles, Hep Stars, Spotnicks, och senare på hårdrock som Iron Maiden, Kiss och Saxon. När han var 16 flyttade han till Östersund, och det var då han började spela i diverse band.
Genom Orvar Säfström, en gammal vän från Edsbyn, träffade han Nicke Andersson som då spelade trummor i Entombed. 1993 flyttade han till Stockholm och arbetade som roadie åt dem. Samtidigt spelade han i rockgruppen God Kills och punkbandet Sexsationals, som senare blev The Killbillies. I november 1994 blev han medlem i The Hellacopters, med Andersson på gitarr och sång, Dregen från Backyard Babies på gitarr, och Kenny Håkansson på bas. 1995 blev han även medlem i The Sewergrooves, men slutade 2000 på grund av tidsbrist.
2003 spelade han trummor i bandet The Wild Kings, som uppträdde på en hyllningskonsert till The Nomads som skivbolaget Wild Kingdom Records anordnat. De andra medlemmarna var Chips K. från Sator, Markus fd. Turpentines, numera Republikans, och Heikki från Thåströms band. The Wild Kings blev senare husband på Wild Kingdom Club med olika sångare och låtar varje konsert.
2004 spelade Eriksson trummor i punkbandet Urrke T & The Midlife Crisis. Övriga medlemmar var Urrke från Maryslim på sång och bas, Dregen på gitarr, Måns P Månsson från The Maggots på gitarr. Bandet spelade in och släppte en singel med tre covers samma år.
2009 medverkade Robban på trummor under ett av Lars Winnerbäcks sammanlagt 3 gig på Peace & Love-festivalen i Borlänge. På samma festival gjorde han också sin första spelning som medlem i Strindbergs. Även sommaren 2012 medverkade han i Winnerbäcks kompband. 

## Band
- Strindbergs 2009-
- Tramp 2007-
- Urrke T & The Midlife Crisis 2004-
- The Wild Kings 2003-2004
- The Sewergrooves 1995-2000
- The Hellacopters 1994-2008 & 2016-
- The Killbillies 1995-1996
- The Sexsationals 1993-1995
- God Kills 1993-1996
- Celeborn 1990-1994
- Harassed 1988-1990